# Topologie quotient
Ne doit pas être confondu avec Espace vectoriel quotient.
En mathématiques, la topologie quotient consiste intuitivement à créer une topologie en collant certains points d'un espace donné sur d'autres, par le biais d'une relation d'équivalence bien choisie. Cela est souvent fait dans le but de construire de nouveaux espaces à partir d'anciens. On parle alors d'espace topologique quotient.

## Motivations
Beaucoup d'espaces intéressants, le cercle, les tores, le ruban de Möbius, les espaces projectifs sont définis comme des quotients. La topologie quotient fournit souvent la façon la plus naturelle de munir un ensemble défini « géométriquement » d'une topologie naturelle. Citons par exemple (voir plus bas) l'ensemble des sous-espaces vectoriels de
dimension p de ℝn.
Citons aussi le cas des surfaces de ℝ3 particulières : les tores à {\displaystyle p} trous. Pour formaliser cette notion, il faut définir l'opération consistant à « ajouter une anse » à une surface. Cela se fait sans trop de difficulté en utilisant la topologie quotient,
alors qu'il n'est pas évident du tout de définir de telles surfaces par une équation.
Cette notion illustre aussi l'efficacité de la topologie générale par rapport à la théorie des espaces métriques, souvent utilisée comme introduction à la topologie : bien que la topologie de la plupart des exemples décrits ci-dessous puisse être définie par une métrique, une telle métrique n'est pas toujours facile à construire.

## Définition et principales propriétés
Soit X un espace topologique et ℛ une relation d'équivalence sur X. On notera p l'application naturelle de X dans X/ℛ qui associe à un élément de X sa classe d'équivalence.
La topologie quotient sur X/ℛ est la topologie finale associée à cette application p, c'est-à-dire la plus fine pour laquelle p est continue. Plus explicitement : pour qu'une partie U de X/ℛ soit ouverte, il faut et suffit que p-1(U) soit ouvert dans X. Comme, d'après la théorie élémentaire des ensembles, l'image réciproque d'une intersection (resp. d'une réunion) est égale à l'intersection (resp. la réunion) des images réciproques, on définit bien ainsi une topologie.
Soit Y un espace topologique quelconque. Alors, pour qu'une application f de X/ℛ dans Y soit continue, (il faut et) il suffit que l'application f∘p de X dans Y le soit.
La définition de la topologie quotient est faite précisément pour que cette propriété soit satisfaite : si V est un ouvert de Y, alors f -1(V) est ouvert dans X/ℛ si et seulement si p-1(f -1(V)) est ouvert dans X, or p-1(f -1(V)) = (f∘p)-1(V).

### Remarque
Ce critère nous dit aussi que si une application continue g de X dans Y est constante sur les classes d'équivalence, alors l'application g de X/ℛ dans Y définie par passage au quotient est automatiquement continue.

### Quelques pièges
Le prix à payer pour la simplicité de cette définition est le fait que même si X est séparé, X/ℛ muni de la topologie quotient ne le sera pas forcément (et même s'il l'est, il faudra le démontrer cas par cas). En effet, si U est ouvert dans X, il n'y a aucune raison en général pour que p(U) soit ouvert dans X/ℛ, et si U1 et U2 sont deux parties disjointes de X, leurs images par p ne le sont pas nécessairement.

### Premiers exemples

Le quotient du segment [–1, 1] par ses deux extrémités est le cercle S.

Le quotient du disque fermé par le cercle S qui le borde est la sphère S.

Si A est une partie de X, notons X/A l'espace obtenu en identifiant tous les points de A, muni de la topologie quotient. La relation d'équivalence ℛ considérée ici est donc celle dont l'une des classes d'équivalence est A et toutes les autres sont des singletons.
- Si X = [–1, 1] et si A = {–1, 1}, X/A muni de la topologie quotient est homéomorphe au cercle S1.
- Plus généralement, si X est la boule unité euclidienne fermée de dimension n et A sa frontière (qui est la sphère unité Sn–1), X/A est homéomorphe à Sn.
- Si X = ℝ et A = ℤ, X/A est un bouquet d'un ensemble dénombrable de cercles (la notation ℝ/ℤ n'a pas ici le même sens que dans la section « Espaces homogènes »).
- Si X = ℝ et A = ℚ, la topologie quotient sur X/A a comme ouverts non vides les parties p(ℝ-F) avec F fermé de ℝ ne contenant pas de rationnel. L'espace ℝ/ℚ au sens de la section « Espaces homogènes » a la topologie grossière comme topologie quotient.

## Propriétés particulières
L'espace X/ℛ est T1 si et seulement si chaque classe d'équivalence de ℛ est fermée dans X.
Les définitions suivantes vont servir à formuler des conditions pour que X/ℛ soit même séparé.
Le saturé d'une partie A de X est l'ensemble p-1(p(A)) de tous les points de X qui sont reliés par ℛ à un point de A.
La relation d'équivalence ℛ est dite ouverte si le saturé de tout ouvert de X est ouvert, ou encore si p est une application ouverte. On définit de même la notion de relation d'équivalence fermée.

On remarque que si X/ℛ est séparé alors son graphe est fermé. Cette condition nécessaire devient suffisante moyennant une hypothèse supplémentaire :

Dans le cas où X est compact, on a des équivalences plus satisfaisantes :

## Recollements
Soient X et Y deux espaces topologiques, A une partie non vide de Y et f:A→X une application continue.
Le recollement de Y à X au moyen de f est le quotient de la réunion disjointe X⊔Y par la relation d'équivalence qui identifie chaque élément de A à son image par f. C'est un cas particulier de somme amalgamée.
Lorsque X est réduit à un point, l'espace obtenu est simplement Y/A.
Lorsque c'est A qui est réduit à un point a, le recollement est le bouquet des deux espaces pointés (Y,a) et (X,f(a)).
On peut décrire par recollement l'opération consistant à ajouter une anse à une surface X. On prend Y = S1×[0,1], A = S1×{0,1}, et f un homéomorphisme de S1×{0} sur ∂D0 et de S1×{1} sur ∂D1, pour deux disques fermés disjoints D0 et D1 dans X.

## Actions de groupes
Le cercle peut aussi s'obtenir comme quotient de ℝ par la relation ℛ définie par

  
Plus généralement, on dit qu'un groupe topologique G agit continûment sur un espace topologique X si on a une application continue G × X→X, (g,x)↦g.x telle que

L'espace quotient par la relation d'équivalence
est noté X/G, et appelé espace des orbites de l'action.
La relation d'équivalence associée à une action continue est toujours ouverte, puisque le saturé p-1(p(U)) = G.U d'un ouvert U est ouvert, comme réunion d'ouverts.
Dans le cas d'une action (continue) propre (en), c'est-à-dire si l'application G×X→X×X, (g,x)↦(g.x,x) est une application propre, l'espace X/G des orbites est séparé puisqu'en plus d'être ouverte, ℛ a alors un graphe fermé.
Lorsque G est séparé et X localement compact, l'hypothèse de propreté de l'action équivaut à : l'image réciproque de tout compact de X×X est un compact de G×X, ou encore : pour tout compact K de X, l'ensemble (fermé) des éléments g de G tels que (g.K)⋂K≠∅ est compact. Si G est un groupe discret, cela revient à dire que cet ensemble est fini.
Si X est (localement) compact et si X/G est séparé, alors X/G est (localement) compact.
Exemples d'actions de groupes discrets
- Pour l'action de ℤ sur ℝ×[-1,1] donnée par{\displaystyle n\cdot (x,y)=(x+n,y),}l'espace quotient est un cylindre.
Pour l'action donnée par{\displaystyle n\cdot (x,y)=(x+n,(-1)^{n}y),}l'espace quotient est un ruban de Möbius.
- Pour l'action de ℤ2 sur ℝ2 donnée par{\displaystyle (m,n)\cdot (x,y)=(x+m,y+n),}l'espace quotient est un tore.
- Pour l'action sur la sphère {\displaystyle S^{n}} du groupe à deux éléments {\displaystyle \{I,\sigma \}} définie par {\displaystyle \sigma .x=-x}, le quotient est l'espace projectif.
- Sur ℝ2, les transformations{\displaystyle (x,y)\mapsto (x,y+1)\quad {\text{et}}\quad (x,y)\mapsto (x+1,-y)}engendrent un groupe Γ qui agit proprement (c'est un sous-groupe discret du groupe des isométries affines). Le quotient ℝ2/Γ est la bouteille de Klein.

## Espaces homogènes
On appelle ainsi un ensemble muni d'une action transitive d'un groupe.

### Généralités
Soit G un groupe topologique et H un sous-groupe (pas forcément normal). L'ensemble G/H des classes à gauche gH de G modulo H est l'ensemble des orbites de l'action à droite de H sur G par translations.
Proposition. Si H est fermé dans G, alors G/H est séparé.
Ceci résulte des propriétés particulières vues plus haut, en remarquant qu'ici, ℛ est ouverte (car associée à une action continue), et que son graphe est fermé (comme image réciproque du fermé H par l'application continue (x,y)↦y-1x).

### Exemples
Ils sont tous fondés sur le même principe. Soit X un espace topologique sur lequel un groupe (topologique) G agit transitivement.
Si a est un point de X donné une fois pour toutes, le sous-groupe H = {g ∈ G, g.a = a} est fermé, dès que X est séparé. On a une bijection entre X et G/H. On peut donc transporter à X la topologie quotient de G/H.
(On a une bijection continue de X – muni de la topologie de départ – sur G/H, qui est un homéomorphisme si X est compact).
Soit ℝn muni de sa structure euclidienne habituelle et G = O(n) le groupe orthogonal. Ce qui précède s'applique aux situations suivantes :
- l'ensemble des systèmes orthonormés de k vecteurs de ℝn s'identifie à O(n)/O(n-k). C'est un espace compact, et même une variété (appelée variété de Stiefel) ;
- l'ensemble des sous-espaces vectoriels de dimension k s'identifie à O(n)/[O(k)×O(n-k)]. C'est aussi un espace compact et une variété, appelée grassmannienne.

Des considérations géométriques analogues permettent de voir l'ensemble des droites affines de ℝn comme un espace homogène.